# Tigbauan
Tigbauan (Bayan ng Tigbauan) är en kommun i Filippinerna. Kommunen ligger på ön Panay, och tillhör provinsen Iloilo. Folkmängden uppgår till 50 446 invånare.

## Barangayer
Tigbauan är indelat i 52 barangayer.
| - Alupidian - Atabayan - Bagacay - Baguingin - Bagumbayan - Bangkal - Bantud - Barangay 1 (Pob.) - Barangay 2 (Pob.) - Barangay 3 (Pob.) - Barangay 4 (Pob.) - Barangay 5 (Pob.) - Barangay 6 (Pob.) - Barangay 7 (Pob.) - Barangay 8 (Pob.) - Barangay 9 (Pob.) - Barosong - Barroc - Bitas | - Bayuco - Binaliuan Mayor - Binaliuan Menor - Buenavista - Bugasongan - Buyu-an - Canabuan - Cansilayan - Cordova Norte - Cordova Sur - Danao - Dapdap - Dorong-an - Guisian - Isawan - Isian | - Jamog - Lanag - Linobayan - Lubog - Nagba - Namocon - Napnapan Norte - Napnapan Sur - Olo Barroc - Parara Norte - Parara Sur - San Rafael - Sermon - Sipitan - Supa - Tan Pael - Taro |